# Dobretići
Dobretići – wieś w Bośni i Hercegowinie, w Federacji Bośni i Hercegowiny, w kantonie środkowobośniackim, siedziba gminy Dobretići. W 2013 roku liczyła 228 mieszkańców, z czego większość stanowili Chorwaci.
Leży u podnóża góry Ranča. Oddalona jest 20 km od miasta Jajce.